# 7698 Schweitzer
7698 Schweitzer eller 1989 AS6 är en asteroid i huvudbältet som upptäcktes den 11 januari 1989 av den tyske astronomen Freimut Börngen vid Tautenburg-observatoriet. Den är uppkallad efter nobelpristagaren Albert Schweitzer.
Den tillhör asteroidgruppen Nysa.